# Federica Cudia
Federica Cudia (Mazara del Vallo, 16 dicembre 1989) è una tennistavolista italiana.
Alle Paralimpiadi di Pechino 2008 ha vinto la medaglia d'argento nel torneo a squadre, arrivando seconda solo alle padrone di casa.

## Carriera sportiva
Ha iniziato nel 2001 a praticare il tennis tavolo, a soli 11 anni. Dopo un anno di allenamento ha cominciato a partecipare a vari tornei Regionali e Nazionali, ottenendo subito ottimi risultati:
02-05-2002 Prà di Torre: Campionato Italiano Individuale di Tennis Tavolo
			2ª classificata.
05-06-2003 Firenze: 	Campionato Italiano Assoluto individuale di Tennis Tavolo
			Campionessa Italiana Giovanile,
			Campionessa Italiana nella categoria di classe 3.
18-06-2004 Torino: 	Campionato Italiano Assoluto di Tennis Tavolo
			Campionessa Italiana Giovanile, 1ª classificata nella categoria di classe 3.
06-03-2005 Alcamo (TP):	Campionato Regionale Individuale di Tennis Tavolo
			1ª Classificata.
03-04-2005 Naro (AG): 	Finale Regionale Trofeo Trinacria
			1ª Classificata.
08-05-2005 Palma di
	Montechiaro(AG): Campionato Regionale Individuale
			1ª Classificata.
27-05-2005 Palermo: 	Campionato Italiano assoluto di Tennis Tavolo
			Campionessa Italiana Giovanile,
			2ª Classificata nel doppio,
			3^ nella Categoria di classe 3.
08-04-2006 Torino: 	Campionato Italiano Assoluto di Tennis Tavolo
			Campionessa Italiana giovanile,
			Campionessa Italiana di categoria.
05-12-2006 Racalmuto(AG): Torneo FITET
			1ª classificata nel Giovanile,
			3ª classificata nel singolo.
Ha inoltre maturato le seguenti esperienze in attività Internazionale:
16-11-2001 Favara (AG): 	Torneo Internazionale di Tennis Tavolo.
04-12-2002 Agrigento: 	Torneo Internazionale di Tennis Tavolo.
04-12-2003 Agrigento: 	Torneo Internazionale di Tennis Tavolo.
26-11-2004 Riposto: 	Torneo Internazionale di Tennis Tavolo
			2ª Classificata.
13-09-2005 Jesolo: 	Campionato Europeo di Tennis Tavolo.
01-05-2007 Slovenia:	Torneo Internazionale di Tennis Tavolo
			Bronzo nella squadra.
12-10-2007 Slovenia:	Campionato Europeo di Tennis Tavolo
			Bronzo nella squadra.
06-12-2007 Croazia:	Torneo Internazionale di Tennis Tavolo
			Bronzo nella squadra.